# 中環東大阪休憩所
中環東大阪休憩所（ちゅうかんひがしおおさかきゅうけいじょ）は、大阪府東大阪市の大阪府道2号大阪中央環状線にあるパーキングエリア。
東大阪地域には東大阪トラックターミナルなど物流拠点が集積しており、休憩や荷待ち等による路上駐車が多く渋滞や事故の原因となっていたことから、近畿自動車道の高架下を含めた大阪中央環状線の未利用地を活用し、主にトラックを対象とした駐車休憩施設である「物流パーキング」として整備された。
近畿自動車道の東大阪PAに隣接しており、南行（堺方面）からは歩行者用連絡通路を通ってセブン-イレブン近畿道東大阪PA下り店をはじめ東大阪PAの施設を利用できる。
北行（吹田方面）はもともと24時間利用だったが、長時間駐車による容量不足などが生じたため、半年間の社会実験のうえで、現在は平日9:00 - 17:00のみ利用可能とされている。南行（堺方面）は平日9:30 - 16:30のみ利用可能である。

## 道路
- 大阪府道2号大阪中央環状線（内側本線）
北行きは本庄口西交差点を越えてすぐ。（近畿道東大阪北IC利用時は出入口位置の関係上利用不可。）
南行きは本庄口東交差点を越えてすぐ。（近畿道東大阪北ICを下りて交差点を超えてすぐ。）

## 施設

### 北行（吹田方面）
平日9:00 - 17:00のみ利用可能。
- 駐車場
  - 中型車以上54台
- トイレ
- 休憩施設

### 南行（堺方面）
平日9:30 - 16:30のみ利用可能。近畿自動車道東大阪PAの施設を利用可能。
- 駐車場
  - 中型車以上38台
  - 中型車未満31台
- トイレ
- 休憩施設